# 2025-ös Formula–1 amerikai nagydíj
Az amerikai nagydíj a 2025-ös Formula–1 világbajnokság tizenkilencedik futama lesz, amelyet 2025. október 17. és október 19. között rendeznek meg a Circuit of the Americas versenypályán, Austinban.

## Választható keverékek
| Abroncs              | Friss | Használt |
| -------------------- | ----- | -------- |
| Kemény keverék (C2)  |       |          |
| Közepes keverék (C3) |       |          |
| Lágy keverék (C4)    |       |          |
| Átmeneti esőgumi (I) |       |          |
| Teljes esőgumi (W)   |       |          |

## Szabadedzés
Az amerikai nagydíj szabadedzését október 17-én, pénteken délután tartják, magyar idő szerint 19:30-tól.

## Sprintidőmérő
Az amerikai nagydíj sprintidőmérőjét október 17-én, pénteken délután tartják, magyar idő szerint 23:30-tól.

## Sprintfutam
Az amerikai nagydíj sprintfutamát október 18-án, szombat délután tartják, magyar idő szerint 19:00-tól.

## Időmérő edzés
Az amerikai nagydíj időmérő edzését október 18-án, szombat délután tartják, magyar idő szerint 23:00-tól.

## Futam
Az amerikai nagydíj futamát október 19-én, vasárnap délután tartják, magyar idő szerint 21:00-tól.